# Krabbenfluiter
De krabbenfluiter (Pachycephala lanioides) is een zangvogel uit de familie Pachycephalidae (dikkoppen en fluiters).

## Verspreiding en leefgebied
Deze soort is endemisch in Australië en telt drie ondersoorten:
- P. l. carnarvoni: de kust van westelijk Australië.
- P. l. lanioides: de kust van noordwestelijk Australië.
- P. l. fretorum: de kust van noordelijk Australië.

## Status
De grootte van de populatie is niet gekwantificeerd maar de soort wordt omschreven als plaatselijk algemeen. Op de Rode lijst van de IUCN heeft deze soort de status niet bedreigd.